# Février 1984

## Événements

### Jeudi2 février 1984
- Venezuela : Jaime Lusinchi, démocrate-chrétien devient président du  Venezuela.

### Vendredi3 février 1984
- États-Unis : le docteur John Buster (en) et l'équipe de recherche du Harbor-UCLA Medical Center (en) de Los Angeles annoncent la réussite du premier transfert d'embryon de l'histoire d'une femme à une autre aboutissant à une naissance vivante.

### Mardi7 février 1984
- États-Unis : au 5e jour de la mission de la navette Challenger, Bruce McCandless est le premier spationaute à réaliser une sortie extravéhiculaire libre, c'est-à-dire sans aucun lien physique le rattachant au vaisseau spatial.

### Mercredi8 février 1984
- Égypte : renaissance du parti Wafd.
- Yougoslavie : ouverture des Jeux olympiques d'hiver à Sarajevo.

### Jeudi9 février 1984
- Union soviétique : mort de Iouri Andropov.

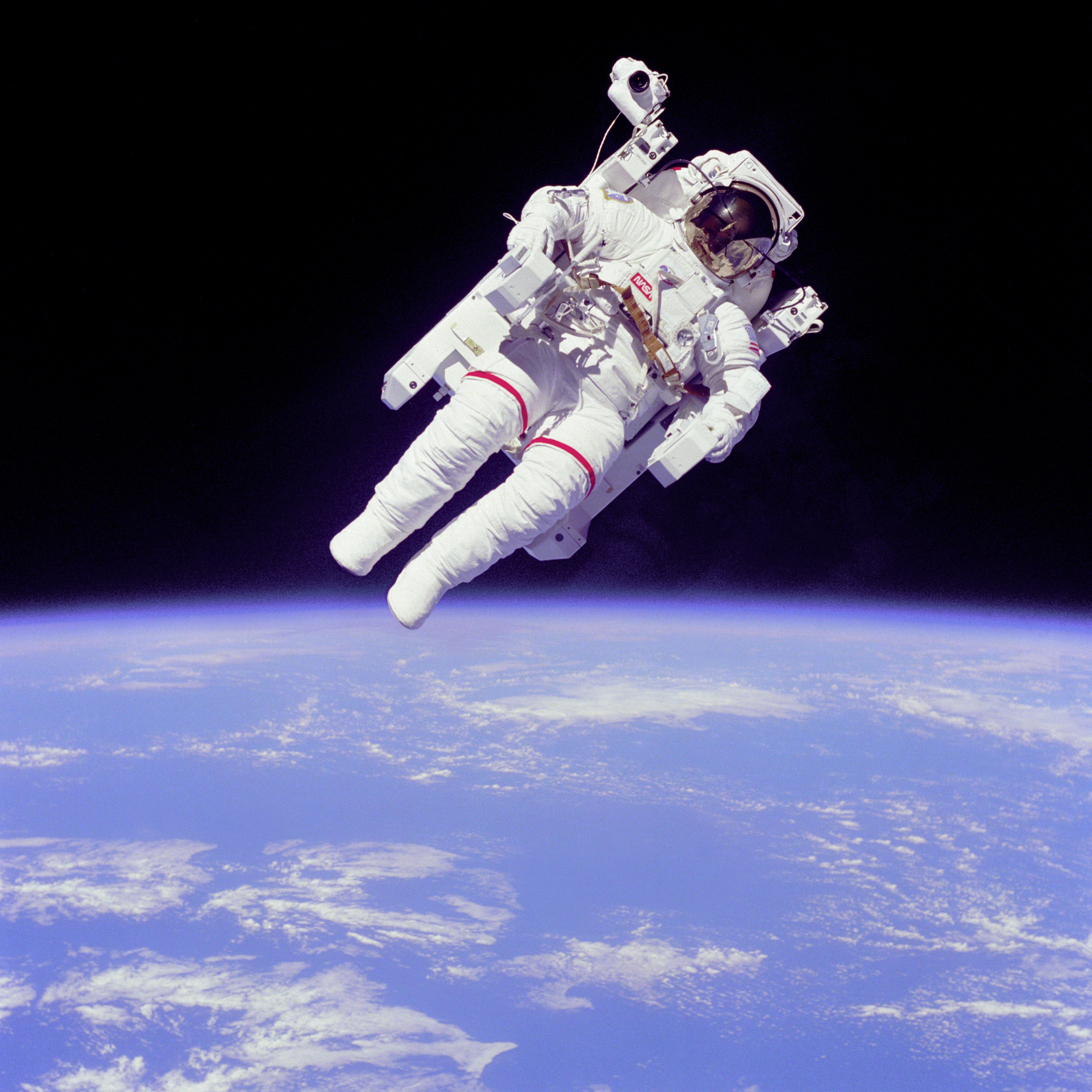
Sortie extravéhiculaire de Bruce McCandless II, le 7 février 1984

### Lundi13 février 1984
- Union soviétique : le Politburo choisit Konstantin Tchernenko, âgé de 72 ans, comme secrétaire général du parti communiste (fin en mars 1985). Son bref passage aux affaires n’est guère prétexte aux innovations. Il courtise d’abord le chef d’État-major Nikolaï Ogarkov, qui plaide pour un renforcement des moyens consacrés à la défense, afin de contrer son rival Mikhaïl Gorbatchev, favorable à la recherche-développement et à l’investissement, puis il joue la carte de la consommation.

### Jeudi16 février 1984
- Afrique du Sud : retrait sud-africain de l'Angola et du Mozambique.

## Culture

### Cinéma

#### Films sortis en France en février 1984
- 8 : Les parents ne sont pas simples cette année, film français de Marcel Jullian
- 8 : Tricheurs, film franco-germano-portugais de Barbet Schroeder

## Naissances en Février 1984
- 1er février : Lee Thompson Young, acteur, réalisateur et scénariste américain († 19 août 2013).
- 5 février : Carlos Tévez, footballeur Argentin.
- 12 février : Alexandra Dahlström, actrice suédoise.
- 20 février : Trevor Noah, acteur et humoriste sud-africain.
- 25 février : Xing Huina, athlète
- 26 février : Emmanuel Adebayor, footballeur togolais.
- 28 février : Karolína Kurková, mannequin tchèque.

## Décès en Février 1984
- 1er février : Maurice Canning Wilks, peintre paysagiste irlandais (° 25 novembre 1910).
- 5 février : El Santo, 66 ans, lutteur mexicain de lucha libre et acteur de cinéma (° 23 septembre 1917).
- 9 février : Youri Andropov, 69 ans, homme d'État soviétique (° 15 juin 1914).
- 21 février : Anna Baetjer, physiologiste américaine  (° 7 juillet 1899)